# Стог (Свидовец)
Стог (Стуг) — гора в северо-восточной части массива Свидовец (Украинские Карпаты). Расположена в пределах Раховского района Закарпатской области.
Высота — 1704 м (по другим данным 1707 м). На привершинной части горы раскинулись полонины. Северо-западные склоны очень крутые, восточные и западные — более пологие.
С юга к горе прилегает седловина, простирающаяся до горы Близнецы (1883 м) — высочайшей вершины Свидивецкого массива. Северо-западнее Стога расположена гора Котел (1770 м), на восток (у подножия горы) — горнолыжный курорт Драгобрат. От Драгобрата на вершину проложен горнолыжный подъёмник.
Через Стог проходит популярный туристический маршрут «Вершины Свидовец» — от поселка Ясиня до поселка Усть-Чорна (или в обратном направлении).
Ближайший населённый пункт: посёлок Ясиня.